# 의령 중교리 석조여래좌상
의령 중교리 석조여래좌상(宜寧 中橋里 石造如來坐像)은 경상남도 의령군 중교리에서 출토한 석조 여래 좌상이다. 현재 경상남도 의령군 정곡면 정곡초등학교에 있다.
1972년 2월 12일 경상남도 유형문화재 제6호 중교리 석조여래좌상으로 지정되었다가, 2018년 12월 20일 현재의 명칭으로 변경되었다.

## 개요
1925년 석곡리 미륵골의 옛 절터에서 출토되어 이곳에 옮겨 놓은 2구의 불상으로, 발견 당시는 머리 부분과 팔, 무릎 등이 손상을 입고 있었으나 지금은 복원하였다.
2구의 불상 모두 머리에는 작은 소라 모양의 머리칼을 붙여 놓았으며, 그 위로 상투 모양의 머리묶음이 뚜렷하다. 얼굴에는 인자한 웃음을 짓고 있고, 귀는 어깨에 닿을 정도로 길게 표현되었다. 왼쪽 어깨만을 감싼 옷은 어깨 위에 반달 모양의 옷자락이 표현되어 있는데 이는 신라 석불상에서 많이 보이는 독특한 수법이다. 오른쪽 불상은 손바닥을 편 채 왼손 위에 오른손을 포개고 두 엄지 손가락을 맞대고 있는 모습이다.
덩쿨무늬와 불꽃무늬가 새겨진 배(舟)모양의 광배(光背)와 연꽃무늬가 새겨진 8각의 대좌(臺座) 또한 신라시대의 특징이다.
왼쪽의 불상은 오른손 손가락 끝을 땅을 향하게 하고, 왼손은 손바닥을 위로 한 손모양을 하고 있으며, 얇은 옷이 몸에 밀착되어 신체의 윤곽이 뚜렷하게 드러나고 있다.
두 불상은 그 크기나 세부수법으로 보아 같이 만들어진 것은 아니지만 연대차이가 크지 않은 석불좌상으로 신라 석불상의 특징이 엿보이는 중요한 작품들이다.
한편 이곳에는 원래 2기의 불상이 나란히 있었지만 1기가 2005년 6월에 도난되어 현재는 1기만 남아있다.

## 같이 보기
- 정곡초등학교

## 참고자료
- 의령 중교리 석조여래좌상 - 국가유산청 국가유산포털